# Uromyrtus tenella
Uromyrtus tenella är en myrtenväxtart som beskrevs av Neil Snow och Gordon P. Guymer. Uromyrtus tenella ingår i släktet Uromyrtus och familjen myrtenväxter.
Artens utbredningsområde är Queensland. Inga underarter finns listade i Catalogue of Life.